# Паровозостроение
Паровозостроение — историческая отрасль транспортного машиностроения, специализировавшаяся на производстве тягового подвижного состава для железных дорог на паровой тяге. В середине XX века паровозостроительные предприятия в передовых странах были переориентированы на производство более производительных локомотивов — тепловозов и электровозов.

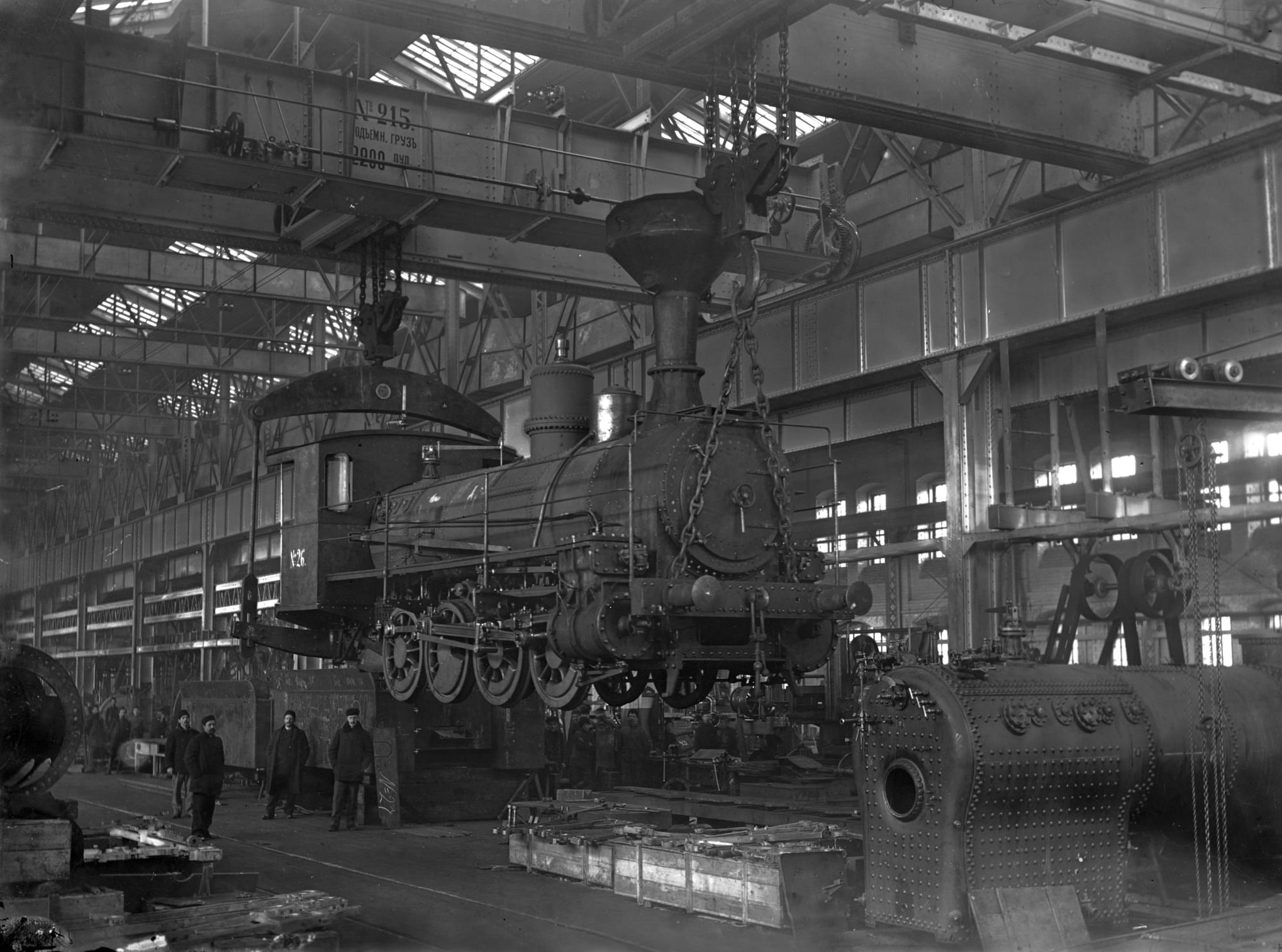
Паровоз серии Од в цехах Сормовского завода

В 1845 году на Александровском заводе был выпущен первый российский паровоз.
В начале XX века заводы России полностью удовлетворяли потребности железных дорог Российской империи в паровозах. В одном только 1906 году было выпущено свыше 1300 паровозов. Паровозостроение вышло на лидирующие позиции по применению научных и технических разработок в серийном производстве.
Ущерб нанесённый железнодорожному транспорту в годы Гражданской войны заставил разместить в 1920 году заказ на производство 1200 паровозов за рубежом, главным образом на заводах Германии и Швеции. Организацией заказа паровозов за границей ведала Российская железнодорожная миссия во главе с Ю. В. Ломоносовым.
В 1930—1936 гг был начат серийный выпуск новых мощных паровозов серий ФД, СО, ИС. Паровоз ИС даже был удостоен в 1937 году Гран-при на Всемирной выставке в Париже.
В СССР существовала научная школа в области паровозостроения и конструкции паровозов, позволявшая решать важнейшие вопросы по конструкции и теории паровоза. Среди учёных и практиков заслуженный деятель науки и техники проф. И. И. Николаев.